# Имангалиев, Нуртилеу Имангалиевич
Нуртилеу (Нуртлеу) Имангалиевич (Имангалиулы) Имангалиев (каз. Нұртілеу Иманғалиұлы Иманғалиев; 14 мая 1952 — 17 февраля 2021) — казахский журналист, корреспондент, телеведущий, автор более 4500 телепередач на телевидении Казахстана; заслуженный деятель Казахстана. Проработал на казахском телевидении более 45 лет.

## Биография
Родился 14 мая 1952 года в селе Карасу Аксуского района Алматинской области. Младший из 14 детей. Согласно его воспоминаниям, он родился 7-месячным и до 2 месяцев не издавал ни звука. Происходит из рода матай племени найман.
Окончил в 1968 году среднюю школу имени Героя Советского Союза Нурсултана Есебулатова, работал позже учителем и строителем. Учился в 1972—1977 годах на факультете журналистики Казахского государственного университета имени С.М. Кирова. С 1974 года работал в молодёжной редакции казахстанского телевидения — корреспондент, младший редактор, редактор, старший редактор и главный редактор. Пять раз проходил обучение в Московском институте перспективных исследований. Также на заре карьеры работал в газете «Спорт».
В 2003—2006 годах — сотрудник Аппарата Правительства Республики Казахстан и Администрации Президента Республики Казахстан. 19 апреля 2006 года избран новым председателем правления Республиканской телерадиокорпорации «Казахстан», сменив на этой должности Галыма Доскена, пост занимал до декабря 2007 года. С 2008 года и до выхода на пенсию был советником председателя правления. Активно занимался обучением будущих журналистов.
За 45 лет работы Нуртилеу Имангалиев выпустил 4500 передач по разным направлениям, среди которых упоминаются такие известные программы, как «Құрдастар», «Жастар дауысы», «Арай», «Жадыңда ма, жолдас» и «Айна». Автор программ «Жас Жігер», «Бетпе-Бет», «Қолтаңба», «Діңгек», «Көршілер», «Заң сөйлесін» и другие. Ведущий передачи «Айтуға оңай» и авторской программы «Нұр Тілеу»; в последней он запомнился зрителю благодаря произносимой регулярно в конце передач фразе «Бай, қуатты болайық!» (каз. Будем богаты и сильны!). По совпадению, последняя вышедшая с ним в эфир передача носила именно такое же название.
Незадолго до смерти в беседе с коллегой, заслуженным деятелем РК Амантаем Бергалиевым, Нуртилеу Имангалиевич выразил желание объехать города Казахстана и встретиться с молодыми журналистами: позже журналисты решили таким образом увековечить его память, организовав передвижную выставку.
Умер утром 17 февраля 2021 года. Прощание прошло в Алматинской области.
Супруга — Карлыгаш Советбековна.

## Память
- 17 февраля 2021 года, в день смерти Имангалиева, в эфир телеканала «Qazaqstan» были поставлены ряд памятных передач и специальных проектов[12].
- В декабре 2021 года имя Нуртилеу Имангалиева было присвоено учебно-творческой лаборатории факультета журналистики в Казахском национальном университете имени Аль-Фараби[13].

### Передвижная выставка
По случаю 70-летия со дня рождения Нуртилеу Имангалиева была подготовлена выездная выставка «Бай, қуатты болайық!», которая начала своё шествие в столице, побывав в ряде городов (Семей, Шымкент, Атырау, Актау). Так, 9 августа состоялось её открытие в Атырауском областном историко-краеведческом музее, а 4 октября её открыли в Мангыстауском областном историко-краеведческом музее имени Абиша Кекилбаева (в церемонии открытия участвовали аким Мангистауской области Нурлан Ногаев, супруга Нуртилеу Имангалеивича Карлыгаш Советбековна, краевед Отыншы Кошбайев и многие другие).
7 декабря выставка была открыта в Талдыкоргане, в областном историко-краеведческом музее им. М. Тынышпаева. Фонд музея был пополнен благодаря стараниям супруги журналиста. Заключительный этап выставки прошёл в Жетысу, на малой родине журналиста.

## Награды и почётные звания
- Орден «Парасат»[1]
- Медаль «За трудовое отличие»[1]
- Заслуженный деятель Казахстана[1]
- Почётная грамота Президента Республики Казахстан (дважды)[1]
- Стипендия Первого Президента Республики Казахстан в области культуры[1]
- Трижды лауреат Союза журналистов Казахстана[1]
- Первый лауреат конкурса «Нур сункар» партии «Нур Отан» в номинации «Майталман»[1][16]
- Почетный профессор Казахской национальной академии искусств[17]